# Ucenicul vrăjitor (film din 2010)
Ucenicul vrăjitor (titlu original: The Sorcerer's Apprentice) este un film american fantastic de acțiune din 2010. Produs de Jerry Bruckheimer, și regizat de Jon Turteltaub, filmul este o adaptare live-action a Fantasia (1940). A fost lansat de Walt Disney Pictures.
Rolurile principale au fost interpretate de actorii Nicolas Cage și Jay Baruchel; cu Alfred Molina, Teresa Palmer și Monica Bellucci în roluri secundare. Scenariul este scris de Doug Miro pe baza unei povestiri de Matt Lopez, Lawrence Konner și Mark Rosenthal influențată de poezia „Ucenicul vrăjitor” de Johann Wolfgang von Goethe.

## Distribuție
- Nicolas Cage - Balthazar Blake; bazat pe Yen Sid din Fantasia[12]
- Jay Baruchel - David "Dave" Stutler, un student de colegiu foarte inteligent care devine ucenicul reticent al lui Blake[12]
  - Jake Cherry - tânărul Dave
- Alfred Molina - Maxim Horvath, un vrăjitor rău și dușmanul lui Balthazar. Odată prieten cu colegii săi ucenici, s-a supărat când Veronica l-a ales pe Balthazar în locul lui, în cele din urmă s-a întors împotriva lor și a lui Merlin.
- Teresa Palmer - Rebecca "Becky" Barnes, interesul amoros al lui Dave[12]
  - Peyton List - tânăra Becky
- Toby Kebbell - Drake Stone, un morganian care se dă drept un iluzionist celebru și își unește forțele cu Horvath atunci când este chemat[13]
- Omar Benson Miller - Bennet Zurrow, colegul de cameră al lui Dave
- Monica Bellucci - Veronica Gorloisen, o vrăjitoare și interesul amoros al lui Balthazar [14]
- Alice Krige - Morgana le Fay
- Robert Capron - Oliver, prietenul din copilărie al lui Dave
- Ian McShane - Narator

## Producție
Filmările au avut loc în New York City. Cheltuielile de producție s-au ridicat la 150 milioane $.

## Lansare și primire
A avut încasări de 215,3 milioane $.